# Dragonstone
Dragonstone es un juego de rol de acción y fantasía desarrollado y publicado por Core Design para Amiga en 1994 y Amiga CD32 en 1995. Fue planeado como una secuela del juego Darkmere para Amiga, pero se convirtió en un juego independiente durante el desarrollo, posiblemente en parte debido a los repetidos retrasos de Darkmere.

## Trama
Un héroe sin nombre viaja a través de siete mundos para matar dragones, rescatar a la princesa Kirstie y restaurar el poder máximo de las dragonstones para vencer a las hordas de dragones.

## Desarrollo
Dragonstone comenzó a desarrollarse en agosto de 1993 y se desarrolló en un año. Dragonstone fue diseñado originalmente como una secuela de Darkmere, pero a lo largo de su desarrollo se convirtió en un juego independiente. La revista The One habla de un rumor acerca de la razón detrás de este cambio; afirman que esto puede haberse debido a los numerosos retrasos de Darkmere, y Core Design posiblemente creyó que Dragonstone podría lanzarse antes que Darkmere. The One entrevistó a Bob Churchill, el diseñador de mapas de Dragonstone, para obtener información sobre su desarrollo en una entrevista previa al lanzamiento. Churchill afirma que Dragonstone comenzó porque «los programadores de Darkmere tardaron una eternidad y Mark Jones, el artista gráfico, se quedó sin nada que hacer. Entonces comenzó a hacer planes para una secuela, Darkstone, como se llamaba entonces... Sin embargo, la historia ha cambiado tanto a través del desarrollo que se ha convertido en un juego completamente autónomo». Dragonstone se inspiró en los juegos de Zelda, y Churchill afirma que «[ama] los juegos de Zelda», y continúa diciendo que «Hay muchas razones por las que son brillantes, pero la más obvia es que se juegan muy bien. Las trampas y los rompecabezas están tan bien diseñados que en la mayoría de los casos puedes ver exactamente lo que necesitas hacer, pero es el hacerlo lo que presenta el problema. Queríamos hacer un juego tipo Zelda en Amiga porque nadie había intentado uno antes». Además, al comparar Dragonstone con Zelda, Churchill afirma que «los dos juegos son bastante similares. Se puede deambular e interactuar mucho con la gente, lo cual es muy al estilo de Zelda. Los rompecabezas también son similares: los personajes del juego solicitarán un objeto específico para poder completar una tarea, por lo que es tu trabajo recuperarlo para ellos, abriendo así más áreas para explorar».
Una diferencia que Churchill nota entre los dos juegos es que Dragonstone tiene personajes que «se mueven por su propia voluntad» independientemente de la participación del jugador, planteando un ejemplo de un leñador en un bosque que corta árboles, diciendo que «seguirás topándote con él y descubrirás nuevas áreas que ha despejado, lo que te permitirá explorar partes del nivel que antes estaban fuera de tu alcance». Con respecto a los rompecabezas de Dragonstone, Churchill expresa que diseñarlos es difícil debido al aspecto de programación de introducirlos en el juego; afirmando que «porque los rompecabezas que piensas están limitados por lo que estás haciendo en el juego real: la cantidad de sprites que puedes usar por nivel, ese tipo de cosas. A menudo piensas: "Me gustaría que pudiéramos incluir esta parte", pero Barry, el programador, dirá que no es posible». Para reducir este problema, Churchill afirma que se reutilizan varios sprites y dice que «una vez que has diseñado un sprite para un propósito específico, a menudo te preguntarás si es posible o no volver a utilizar ese gráfico en otro rompecabezas. Eso es lo que estoy haciendo ahora para el nivel del castillo: he usado la cantidad de sprites que el programador me permite, así que se trata de descubrir formas en las que pueda usarlos de nuevo». Los rompecabezas de Dragonstone fueron diseñados para estar basados en la lógica, y Churchill afirma que los jugadores «nunca tendrán que hacer nada extraño para progresar».
The One destaca la importancia de la atmósfera en los juegos de aventuras, y Churchill expresa varias formas en las que Dragonstone está diseñado para ser más inmersivo, como los efectos de sonido que aumentan de volumen cuanto más cerca está el jugador de la fuente del sonido, y algunos efectos gráficos «inteligentes», como «un interesante efecto de mosaico» que ocurre cuando el jugador se teletransporta. Según Churchill, algunas partes de Dragonstone fueron cortadas para que el juego pudiera funcionar en la Amiga A500. Mark Jones, el artista gráfico de Dragonstone, no estaba en casa para el desarrollo de Dragonstone y Churchill afirma que «tuvo que enviarnos todos los [gráficos] por correo, lo que significaba que cualquier cambio que quisiéramos hacer llevaría mucho más tiempo». Churchill afirma que Mark Jones apuntó a un estilo artístico «realista» con los gráficos de Dragonstone.

## Recepción
The One le dio a Dragonstone una puntuación general de 79%, comparando los acertijos del juego con Dizzy, y además afirmando que «el nivel de dificultad parece haber sido dirigido a los jugadores más jóvenes. No hay nada malo en eso, pero a veces el juego es bastante desafiante en lo que respecta al estilo arcade... mientras que la resolución de acertijos es demasiado fácil». The One considera que el uso de pergaminos en los acertijos del juego es una muleta, ya que los niveles posteriores en los que predominan son «simplemente aburridos: presionas la barra espaciadora y resuelves el problema». Los primeros dos niveles se basan más en la resolución de acertijos tradicionales debido a que el protagonista aún no tiene todo el alcance de sus poderes, una sección del juego que The One prefiere a los niveles posteriores.